# Zubné
Zubné – wieś (obec) na Słowacji położona w kraju preszowskim, w powiecie Humenné. Pierwsze wzmianki o miejscowości pochodzą z roku 1557. 
Według danych z dnia 31 grudnia 2012, wieś zamieszkiwało 358 osób, w tym 181 kobiet i 177 mężczyzn.
W 2001 roku rozkład populacji względem narodowości i przynależności etnicznej wyglądał następująco:
- Słowacy – 93,83%
- Czesi – 0,26%
- Rusini – 3,08%
- Ukraińcy – 1,8%

Ze względu na wyznawaną religię struktura mieszkańców kształtowała się w 2001 roku następująco:
- Katolicy rzymscy – 13,11%
- Grekokatolicy – 85,6%
- Ateiści – 0,26%
- Nie podano – 1,03%